# 谢福林
谢福林（1917年—1976年4月26日），湖南平江人，中国人民解放军将领、中国人民解放军开国少将。
曾任中国人民志愿军21军政委。1955年，授予中国人民解放军少将。后任黑龙江省军区政委、旅大警备区政委。1976年去世，终年59岁。